# 양해 (남송)
양해(梁楷)는 영종조(寧宗朝) 화원의 대조(待詔)이다. 시여(賜與)받은 금대(金帶)를 원중(院中)에 걸어놓고 떠났다는 기행(奇行)의 주인공으로 '양풍자(梁風子)'라고 불리었다. 인물산수화(人物山水畵)에 뛰어나며 특히 감필체(減筆體, 필체를 적게 간략화하고, 사의를 목적으로 한 기법)로 된 인물화는 절품(絶品)으로 평가되고 있다.

## 주요 작품

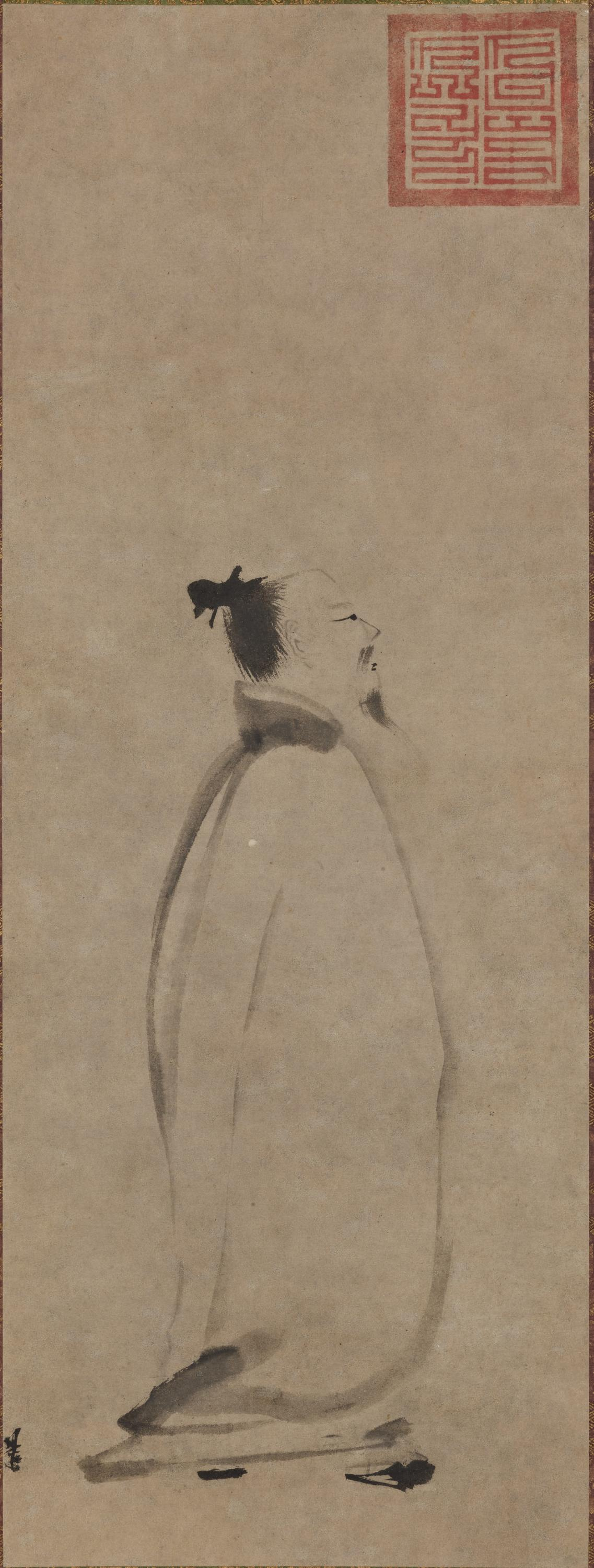
이백음행도